# 파워풀엑스
주식회사 파워풀엑스(영어: Power Fulx)는 대한민국의 화장품 제조 기업이다.

## 역사
2014년 11월 24일에 플렉스파워AWX로 설립되었으며, 2017년 4월 24일 코넥스 시장에 상장하였다.
2018년 6월 29일에 기업이미지 제고를 위하여 상호를 파워풀엑스로 변경하였다.